# شبنم مبارز
شبنم مبارز (زادهٔ ۲۷ اوت ۱۹۹۵) بازیکن فوتبال اهل افغانستان است.
از باشگاه‌هایی که در آن بازی کرده‌است می‌توان به البرک اشاره کرد.
وی همچنین از سال ۲۰۱۴ تاکنون در تیم ملی فوتبال زنان افغانستان بازی کرده‌است.